# Вацлав Ворлічек
Вацлав Ворлічек (чеськ. Václav Vorlíček; 3 червня 1930, Прага — 5 лютого 2019, там же) — чехословацький і чеський кінорежисер і сценарист, якого в Чехії називають королем комедії.

## Життєпис
Його першим самостійним фільмом був дитячий кольоровий фільм «Справа Лупінека». Він увійшов до мейнстріму з пародією на комікс «Хто хоче вбити Джессі?»; з цього фільму почалася його співпраця зі сценаристом Мілошем Макуреком. Серед їхніх найвідоміших фільмів — «Пане, ви вдівець!», «Дівчина на мітлі» та «Що, якщо поїсти шпинату». Найяскравішими телевізійними роботами стали всесвітньо відомі казкові серіали Арабелла, Летючий Честимир або Хом'як у нічній сорочці. 

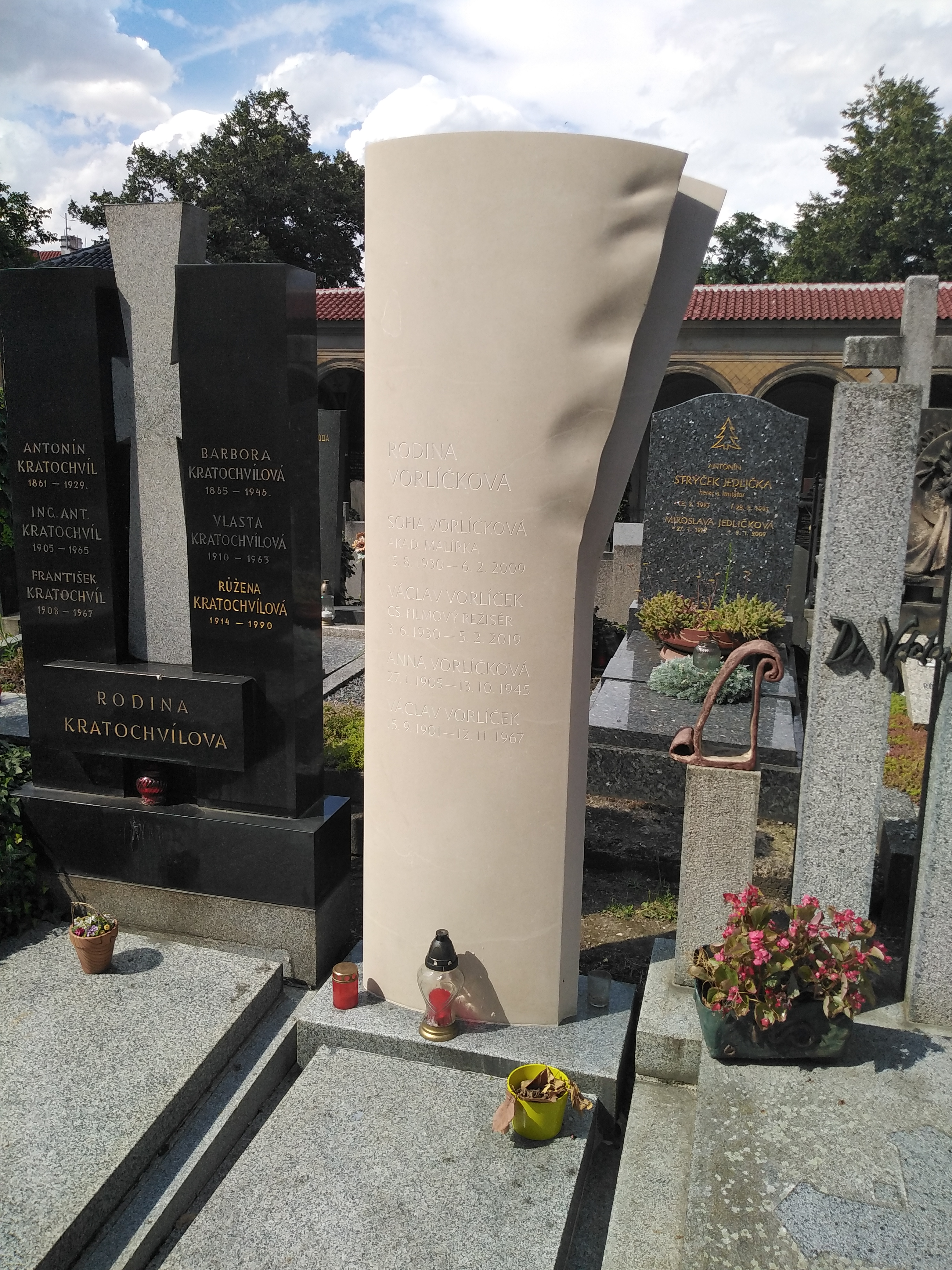
Могила Вацлава Ворлічека на Вишеградському кладовищі

Серед найвідоміших його робіт — постановка за фільмом «Три горішки для Попелюшки» (1973). Цей фільм Ворлічек зняв за власним сценарієм. У багатьох європейських країнах (Чехія, Німеччина, Норвегія) цю картину традиційно показують по телебаченню на Різдво.
У 2017 році разом з публіцистом Петром Мацеком об'єднав свої професійні спогади в біографію «Пане, ви — режисер!».
5 лютого 2019 року помер від раку в Лікарні сестер милосердя св. Карла Боромео в Празі, у віці 88 років.

## Фільмографія

### Режисер
- 1966 — «Хто хоче вбити Джессі?[en]»
- 1967 — «Кінець агента W4C[en]»
- 1970 — «Пане, ви — вдова![cs]»
- 1972 — «Дівчина на мітлі[cs]»
- 1972 — «Смерть обирає[cs]»
- 1973 — «Три горішки для Попелюшки»
- 1974 — «Як утопити доктора Мрачека[cs]»
- 1976 — «Бурхливе вино[cs]»
- 1977 — «Що, якщо поїсти шпинату[cs]»»
- 1977 — «Як прокидаються принцеси[cs]»
- 1979 — «Принц та Вечірня Зоря[cs]»
- 1979 — «Арабелла»
- 1983 — «Літаючий Честмир»
- 1985 — «Румбурак»
- 1988 — «Хом'як у нічній сорочці[cs]»
- 1993 — «Арабелла повертається[cs]»
- 1996 — «Чарівний гаманець[cs]»
- 1997 — «Жар-птиця (фільм, 1997)[cs]»
- 1997 — «Королева озера (фільм, 1998)[cs]»
- 2000 — «Король соколів[cs]»
- 2005 — «Він — жінка![cs]»
- 2011 — «Саксана в країні чудес» (ориг. назв. «Саксана і лексикон чарівництва» (чеськ. Saxána a Lexikon kouzel))[13]

### Сценарист
- 1973 — «Три горішки для Попелюшки»

## Актор
- 1948 — «На трасі[cs]», Бойскаут
- 2014 — «Невидимки (серіал)[cs]», член Водної ради

## Нагороди
- 1976 – Державна премія імені Клемента Готвальда[cs] за фільм Бурхливе вино (чеськ. Bouřlivé víno)[14]
- 2017 – Нагорода президента МКФ у Карлових Варах за внесок у чеський кінематограф.[15]